# 无粉头序报春
无粉头序报春（学名：Primula capitata sp. sphaerocephala）为报春花科报春花属下的一个亚种。

## 扩展阅读
- 維基物種上的相關：无粉头序报春